# Valentina Marchei
Valentina Marchei (ur. 23 maja 1986 w Mediolanie) – włoska łyżwiarka figurowa, startująca w konkurencji solistek, a następnie w parach sportowych z Ondřejem Hotárkiem. Uczestniczka igrzysk olimpijskich (2014, 2018), medalistka zawodów z cyklu Challenger Series, 5-krotna mistrzyni Włoch wśród solistek (2004, 2008, 2010, 2012, 2014) oraz mistrzyni Włoch w parach sportowych (2015).

## Kariera

### Pary sportowe

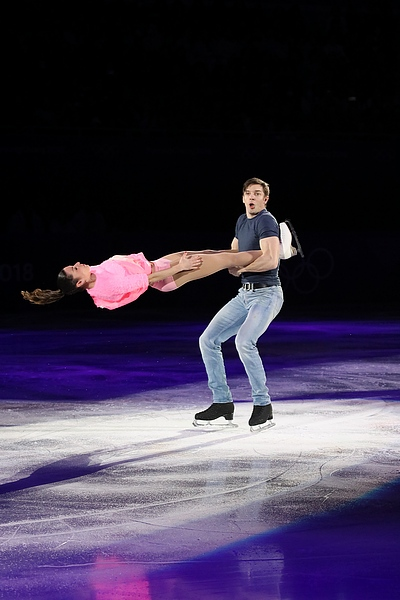
Marchei i Hotárek podczas pokazu mistrzów na igrzyskach olimpijskich 2018

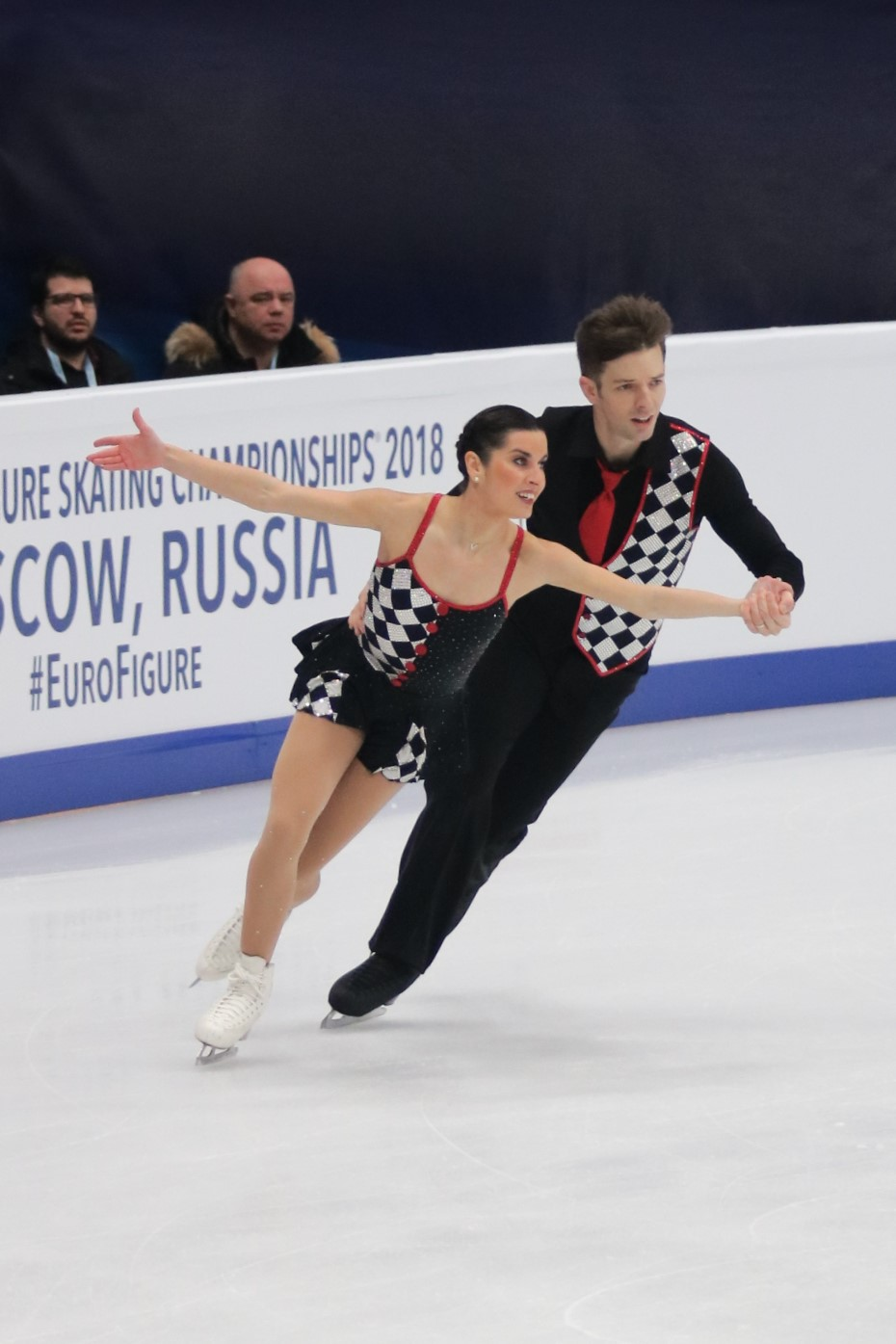
Marchei i Hotárek na mistrzostwach Europy 2018

2 lipca 2014 roku La Gazzetta dello Sport potwierdziła, że Ondřej Hotárek odbył pierwsze treningi z nową partnerką sportową, którą została Marchei. 26 lipca ich trener Bruno Marcotte potwierdził doniesienia prasowe, a Marchei i Hotárek rozpoczęli treningi pod jego okiem w Montrealu oraz współpracę z Francą Bianconi w Mediolanie. W 2015 roku zdobyli tytuł mistrzów Włoch. Występowali wspólnie cztery sezony, w trakcie których utrzymywali się w czołówce europejskich par sportowych, zdobywając medale w zawodach z cyklu Challenger Series, w tym dwukrotnie zwyciężając w Warsaw Cup (2016, 2017). Ich styl wyróżniał się na tle konkurencji, gdyż często prezentowali rytmiczne i żywiołowe programy, zdobywając uznanie kibiców. Na Zimowych Igrzyskach Olimpijskich 2018 w Pjongczangu zajęli 6. miejsce w konkurencji par sportowych. Ponadto zostali zaproszeni do występu na olimpijskim pokazie mistrzów, gdzie zaprezentowali program do piosenki Barbie Girl. Marchei i Hotárek zakończyli współpracę we wrześniu 2018 roku.

## Osiągnięcia

### Pary sportowe
Z Ondřejem Hotárkiem
| Zawody                        | 14–15          | 15–16          | 16–17          | 17–18          |                |                |                |                |                |                |                |                |                |                |                |                |                |
| Międzynarodowe                | Międzynarodowe | Międzynarodowe | Międzynarodowe | Międzynarodowe | Międzynarodowe | Międzynarodowe | Międzynarodowe | Międzynarodowe | Międzynarodowe | Międzynarodowe | Międzynarodowe | Międzynarodowe | Międzynarodowe | Międzynarodowe | Międzynarodowe | Międzynarodowe | Międzynarodowe |
| ----------------------------- | -------------- | -------------- | -------------- | -------------- | -------------- | -------------- | -------------- | -------------- | -------------- | -------------- | -------------- | -------------- | -------------- | -------------- | -------------- | -------------- | -------------- |
| Igrzyska olimpijskie          |                |                |                | 6              |                |                |                |                |                |                |                |                |                |                |                |                |                |
| Mistrzostwa świata            | 11             | 14             | 9              | 10             |                |                |                |                |                |                |                |                |                |                |                |                |                |
| Mistrzostwa Europy            | 4              | 5              | 6              | 5              |                |                |                |                |                |                |                |                |                |                |                |                |                |
| GP Cup of China               |                |                |                | 5              |                |                |                |                |                |                |                |                |                |                |                |                |                |
| GP Rostelecom Cup             |                | 6              | 4              | 4              |                |                |                |                |                |                |                |                |                |                |                |                |                |
| GP Skate America              |                |                | 8              |                |                |                |                |                |                |                |                |                |                |                |                |                |                |
| GP Skate Canada International |                | WD             |                |                |                |                |                |                |                |                |                |                |                |                |                |                |                |
| CS Lombardia Trophy           |                |                | 2              | 3              |                |                |                |                |                |                |                |                |                |                |                |                |                |
| CS Warsaw Cup                 | 3              | WD             | 1              | 1              |                |                |                |                |                |                |                |                |                |                |                |                |                |
| CS Golden Spin Zagrzeb        | 2              |                |                |                |                |                |                |                |                |                |                |                |                |                |                |                |                |
| Lombardia Trophy              |                | 1              |                |                |                |                |                |                |                |                |                |                |                |                |                |                |                |
| Memoriał Hellmuta Seibta      |                | 1              |                |                |                |                |                |                |                |                |                |                |                |                |                |                |                |
| Krajowe                       |                |                |                |                |                |                |                |                |                |                |                |                |                |                |                |                |                |
| Mistrzostwa Włoch             | 1              | 2              | 2              |                |                |                |                |                |                |                |                |                |                |                |                |                |                |

### Solistki

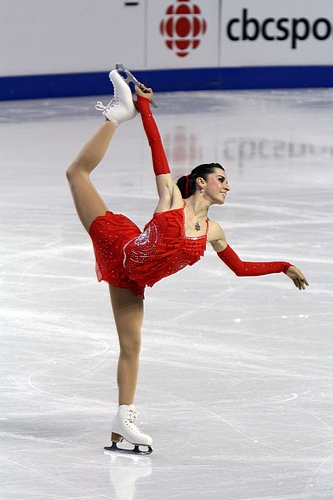
Marchei na zawodach Skate Canada International 2010

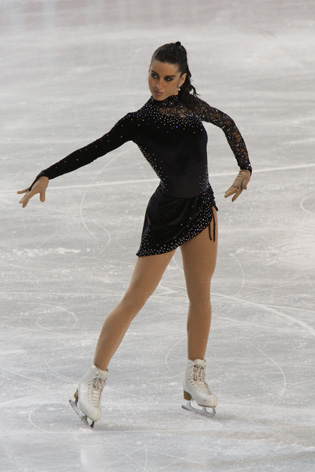
Marchei na mistrzostwach Europy 2010

| Zawody                                | 01–02          | 02–03          | 03–04          | 04–05          | 05–06          | 06–07          | 07–08          | 08–09          | 09–10          | 10–11          | 11–12          | 12–13          | 13–14          |                |                |                |                |
| Międzynarodowe                        | Międzynarodowe | Międzynarodowe | Międzynarodowe | Międzynarodowe | Międzynarodowe | Międzynarodowe | Międzynarodowe | Międzynarodowe | Międzynarodowe | Międzynarodowe | Międzynarodowe | Międzynarodowe | Międzynarodowe | Międzynarodowe | Międzynarodowe | Międzynarodowe | Międzynarodowe |
| ------------------------------------- | -------------- | -------------- | -------------- | -------------- | -------------- | -------------- | -------------- | -------------- | -------------- | -------------- | -------------- | -------------- | -------------- | -------------- | -------------- | -------------- | -------------- |
| Igrzyska olimpijskie                  |                |                |                |                |                |                |                |                |                |                |                |                | 11             |                |                |                |                |
| Mistrzostwa świata                    |                |                | 23             |                | 23             | 11             | 13             |                |                |                | 8              | 18             | 16             |                |                |                |                |
| Mistrzostwa Europy                    |                |                | 15             | 31             | 19             | 5              | 6              |                | 8              | 10             | 8              | 4              | 6              |                |                |                |                |
| GP Cup of China                       |                |                |                |                |                |                |                |                |                |                | 9              |                |                |                |                |                |                |
| GP NHK Trophy                         |                |                |                | 11             |                |                |                |                |                |                |                |                | 6              |                |                |                |                |
| GP Rostelecom Cup                     |                |                |                |                |                |                |                |                |                | 5              |                | 9              |                |                |                |                |                |
| GP Skate America                      |                |                |                |                |                | 9              | 10             | WD             |                |                | 9              | 4              | 7              |                |                |                |                |
| GP Skate Canada International         |                |                |                |                |                |                |                |                |                | 8              |                |                |                |                |                |                |                |
| GP Trophée Eric Bompard               |                |                |                | 10             |                | 6              | 9              |                |                |                |                |                |                |                |                |                |                |
| International Challenge Cup           |                |                |                |                |                |                |                |                |                |                | 2              |                |                |                |                |                |                |
| International Cup of Nice             |                |                |                |                |                |                |                |                | 2              | 2              |                |                |                |                |                |                |                |
| Denkowa-Stawiski Cup                  |                |                |                |                |                |                |                |                |                |                |                | 1              |                |                |                |                |                |
| Finlandia Trophy                      |                |                |                |                |                |                | 12             |                | 8              |                |                |                |                |                |                |                |                |
| Golden Spin Zagrzeb                   |                |                | 7              |                | 6              |                |                |                |                |                |                |                |                |                |                |                |                |
| Ice Challenge                         |                |                |                |                |                |                |                |                | 2              |                |                |                |                |                |                |                |                |
| Lombardia Trophy                      |                |                |                |                |                |                |                |                |                |                |                |                | 1              |                |                |                |                |
| Memoriał Karla Schäfera               |                |                |                |                |                | 4              |                |                |                |                |                |                |                |                |                |                |                |
| Memoriał Ondreja Nepeli               |                |                |                |                |                |                |                |                |                | 2              |                |                |                |                |                |                |                |
| Merano Cup                            |                |                | 2              | 2              | 2              |                | 1              | 1              | 3              |                |                |                |                |                |                |                |                |
| NRW Trophy                            |                |                |                |                |                |                |                |                | 1              |                |                |                |                |                |                |                |                |
| Zimowa uniwersjada                    |                |                |                |                |                | 2              |                |                |                |                |                |                | 2              |                |                |                |                |
| Międzynarodowe: Kategorie młodzieżowe |                |                |                |                |                |                |                |                |                |                |                |                |                |                |                |                |                |
| Mistrzostwa Świata Juniorów           |                |                | 14             | 16             |                |                |                |                |                |                |                |                |                |                |                |                |                |
| JGP w Bułgarii                        |                |                | 9              |                |                |                |                |                |                |                |                |                |                |                |                |                |                |
| JGP w Czechach                        | 12             |                |                |                |                |                |                |                |                |                |                |                |                |                |                |                |                |
| JGP w Holandii                        | 6              |                |                |                |                |                |                |                |                |                |                |                |                |                |                |                |                |
| JGP w Japonii                         |                |                | 6              |                |                |                |                |                |                |                |                |                |                |                |                |                |                |
| JGP w Niemczech                       |                | 13             |                |                |                |                |                |                |                |                |                |                |                |                |                |                |                |
| JGP w Serbii                          |                | 6              |                |                |                |                |                |                |                |                |                |                |                |                |                |                |                |
| Gardena Spring Trophy                 | 5 J            |                |                |                |                |                |                |                |                |                |                |                |                |                |                |                |                |
| Krajowe                               |                |                |                |                |                |                |                |                |                |                |                |                |                |                |                |                |                |
| Mistrzostwa Włoch                     |                |                | 1              | 2              |                | 3              | 1              | 4              | 1              | 2              | 1              | 2              | 1              |                |                |                |                |
| Zawody zespołowe                      |                |                |                |                |                |                |                |                |                |                |                |                |                |                |                |                |                |
| Igrzyska olimpijskie                  |                |                |                |                |                |                |                |                |                |                |                |                | 4 T 3 P        |                |                |                |                |
| World Team Trophy                     |                |                |                |                |                |                |                |                |                |                | 6 T 8 P        |                |                |                |                |                |                |